# 竹41線
竹41線 峨眉－縣界，是位於台灣新竹縣峨眉鄉的一條鄉道，北起峨眉村峨眉街與中豐公路口，南至七星村縣界。原里程7.913公里，於2012年新竹縣縣鄉道調整後於峨眉市區段改線，改線後新里程待查。

## 路線說明
新竹縣
- 峨眉鄉：峨眉（起點， 台3線岔路）→峨眉南（ 竹49線岔路）→獅山（ 竹81線岔路）[2]→ 縣界（終點，接 苗20-2線）

## 沿線景點、設施
- 獅頭山

## 交會重要道路
- 台3線